# Метод
Ме́тод (от др.-греч. μέθοδος — путь исследования или познания, от μετά- + ὁδός «путь») — способ достижения какой-либо цели.
В отличие от области знаний или исследований, является авторским, то есть созданным конкретной персоной или группой персон, научной или практической школой. В силу своей ограниченности рамками действия и результата, методы имеют тенденцию устаревать, преобразовываясь в другие методы, развиваясь в соответствии со временем, достижениями технической и научной мысли, потребностями общества. Совокупность однородных методов принято называть подходом. Развитие методов является естественным следствием развития научной мысли.

## Разновидности методов
- Аналитический метод
- Дедуктивный метод
- Диалектический метод
- Сравнительный метод
- Индуктивный метод
- Интуитивный метод
- Научный метод
- Обобщённый метод
- Экспериментальный метод
- Метод обобщений (математика)

## В математике
Метод в математике — синоним способа, алгоритма решения задачи, достижения цели.
Метод в объектно-ориентированном программировании — процедура или функция, принадлежащая какому-то классу или объекту.
В программной инженерии метод — технический способ построения программного обеспечения. Ср. с методологией.
Метод в информатике — единый обобщённый способ решения задач определённого класса.
Метод решения — ошибочный, если он даёт неправильные результаты для определённых задач. Метод решения — правильный, если он даёт правильные результаты для всех задач данного класса.